# Parc d'Odessa
El parc d'Odessa és un parc situat al nord-oest de Sabadell, al barri de Can Llong, on hi ha places i carrers amb noms de ciutats europees. Amb una superfície aproximada de 3,19 hectàrees, és de forma allargada i està dividit en dues parts per l'avinguda d'Estrasburg. El delimiten la ronda d'Europa i els carrers d'Edimburg, de Sarajevo, de Copenhaguen i de Varsòvia. Les obres de la construcció del parc d'Odessa es van acabar al novembre del 2007.
El Pla General Municipal d'Ordenació de Sabadell el qualifica com a parc urbà i forma part de l'estructura dels parcs del barri de Can Llong. Geogràficament, es tracta d'un tram de l'antiga riera de Can Feu, terreny que presenta un important desnivell natural en el sentit tranversal i amb un pendent suau i constant en sentit longitudinal, des de la capçalera de l'antiga riera fins a la part inferior.